# Hội chứng sợ sấm sét
Hội chứng sợ sấm sét, có tên khoa học là Astraphobia, còn có các tên gọi khác là astrapophobia, brontophobia, keraunophobia, hoặc tonitrophobia, là một nỗi sợ bất thường về sấm và sét, đây là một loại ám ảnh cụ thể. Hội chứng sợ sấm sét là một ám ảnh có thể điều trị được và cả con người lẫn động vật đều có thể có nguy cơ mắc phải hội chứng này. Thuật ngữ astraphobia bao gồm các từ ἀστραπή (astrape; lightning) và φόβος (phobos; sợ hãi).

## Triệu chứng
Một người mắc phải hội chứng sợ sấm sét thường sẽ cảm thấy lo lắng trong một cơn giông bão ngay cả khi họ hiểu rằng mối đe dọa đối với họ có khả năng xảy ra rất thấp. Một số triệu chứng  kèm theo nhiều ám ảnh, điển hình như run rẩy, khóc, đổ mồ hôi, phản ứng hoảng loạn, cảm giác đột ngột sử dụng phòng tắm, buồn nôn, cảm giác sợ hãi, đặt ngón tay trong tai và nhịp tim nhanh. Tuy nhiên, có một số phản ứng duy nhất xảy ra đối với hội chứng sợ sấm sét. Ví dụ, bảo đảm tìm kiếm được những người khác, và các triệu chứng sẽ chuyển biến xấu đi khi những người mắc hội chứng này ở một mình. Nhiều người mắc hội chứng sợ sấm sét sẽ tìm nhiều nơi trú ẩn từ cơn bão. Họ có thể ẩn dưới một chiếc giường, dưới vỏ bọc, trong tủ quần áo, trong tầng hầm, hoặc bất kỳ không gian nào khác mà họ cảm thấy an toàn hơn. Họ thường nỗ lực để làm xáo trộn âm thanh của sấm sét; người mắc phải hội chứng này có thể che tai hoặc đóng hết cửa sổ.
Một dấu hiệu cho thấy ai đó có hội chứng sợ sấm sét là mối quan tâm rất cao của họ đối với các chương trình dự báo thời tiết. Một người mắc hội chứng sợ sấm sét sẽ tìm hiểu và biết được các tin tức về các cơn bão sắp đến. Họ có thể xem thời tiết trên truyền hình liên tục trong các trận mưa và thậm chí có thể theo dõi các cơn bão trực tuyến. Điều này có thể trở nên nghiêm trọng đến nỗi người đó không thể ra ngoài mà không kiểm tra thời tiết trước. Trong những trường hợp cực kỳ nặng, người mắc phải hội chứng sợ sấm sét có thể dẫn đến sự sợ hãi vô cùng, sợ hãi khi rời khỏi nhà.

## Đối với trẻ em
Năm 2007, các nhà khoa học phát hiện hội chứng sợ sấm sét là loài ám ảnh phổ biến thứ ba ở Mỹ. Nó có thể xảy ra ở mọi người và ở mọi lứa tuổi. Nó xảy ra rất nhiều ở trẻ em. Nỗi sợ sấm sét của chúng không thể được coi là một ám ảnh phát triển bẩm sinh, hội chứng này có thể phát triển và tồn tại khi trẻ em hơn sáu tháng tuổi. Trong trường hợp này, nỗi ám ảnh của trẻ nên được giải quyết, vì nó có thể trở thành một vấn đề nghiêm trọng ở tuổi trưởng thành.
Để giảm bớt nỗi sợ hãi của trẻ trong cơn giông bão, trẻ em có thể bị phân tâm bởi các trò chơi và hoạt động khác. Một cách tiếp cận táo bạo hơn là đối xử với các cơn bão như một trò giải trí; một người lớn không hề sợ hãi sấm sét là một mẫu hình đóng vai trò tuyệt vời cho trẻ em để chúng noi theo.

## Chữa trị
Việc sử dụng rộng rãi nhất và có thể là phương pháp điều trị hiệu quả nhất cho hội chứng sợ sấm sét là tiếp xúc với giông bão và cuối cùng là xây dựng khả năng miễn dịch. Liệu pháp hành vi nhận thức cũng thường được sử dụng để điều trị hội chứng sợ sấm sét. Bệnh nhân trong nhiều trường hợp sẽ được hướng dẫn lặp lại các cụm từ với chính bản thân mình để trở nên bình tĩnh hơn trong các cơn bão. Các bài tập hít thở sâu có thể củng cố nỗ lực này.

## Đối với chó và mèo
Chó có thể biểu hiện sự lo âu nghiêm trọng trong giông bão; từ 15 đến 30 phần trăm có thể bị ảnh hưởng. Nghiên cứu khẳng định nồng độ cortisol cao - một hormone liên quan đến áp lực- ảnh hưởng đến chó trong và sau khi giông bão. Biện pháp khắc phục bao gồm các liệu pháp hành vi như điều hòa và xóa bỏ sự nhạy cảm, thuốc chống lo lắng và Dog Appeasing Pheromone, một chất tương tự tổng hợp của một hormone tiết ra bởi các bà mẹ cho con bú.
Các nghiên cứu cũng chỉ ra rằng mèo có thể sợ giông bão. Trong khi điều này là rất hiếm, mèo mắc hội chứng sợ sấm sét được biết đến thường ẩn dưới một cái bàn hoặc phía sau một chiếc ghế dài trong một cơn giông bão.
Nói chung nếu bất kỳ động vật nào lo lắng khi có giông hoặc bất kỳ sự kiện bất ngờ tương tự, bạn nên tiếp tục hành xử bình thường, thay vì cố gắng an ủi những động vật này. Tỏ ra không sợ hãi được cho là phương pháp tốt nhất để "chữa khỏi" sự lo lắng của những con vật bị ảnh hưởng.